# Departamento Burruyacú
Das Departamento Burruyacú liegt im Nordosten der Provinz Tucumán im Nordwesten Argentiniens und ist eine von 17 Verwaltungseinheiten der Provinz. Es grenzt im Norden an die Provinz Salta, im Osten an die Provinz Santiago del Estero, im Süden an das Departamento Cruz Alta und im Westen an die Departamentos Trancas und Tafí Viejo. Es ist mit 3.605 km² das flächenmäßig größte Departamento der Provinz Tucumán, aber mit 32.936 Einwohnern (2001, INDEC) eines der am geringsten besiedelten. Die Bevölkerungsdichte beträgt 9,1 Einw./km².
Die Hauptstadt des Departamentos ist die gleichnamige Stadt Burruyacú.
Der Name Burruyacú besteht aus zwei Wörtern: Yacú kommt aus dem Quechua (yacu) und bedeutet ‚Wasserstelle‘ oder ‚Tränke‘. Burru steht für das – ins Quechua verballhornte – spanische Wort burro, ‚Esel‘.

## Städte und Gemeinden
- Benjamín Aráoz y El Tajamar
- Burruyacú
- El Chañar
- El Naranjo y El Sunchal
- El Puestito
- El Timbó
- Garmendia
- La Ramada y La Cruz
- Piedrabuena
- 7 de Abril
- Villa Padre Monti

## Geschichte
- El retiro del Gran Capitán (La Ramada de Abajo, Km 6 der Ruta Provincial 317). Nachdem dem General José de San Martín im Januar 1814 das Kommando über das Ejército del Norte übertragen worden war, hielt dieser sich fünf Monate in der Tucumán auf. Der Libertador wurde in jener Zeit von einem blutenden Magengeschwür gequält, was ihn am 26. April 1814 veranlasste, das Kommando an Fernández de la Cruz abzugeben und sich auf die Estancia der Familie Cossio Villafrañe in La Ramada zurückzuziehen. Dort hoffte er seine Krankheit auszukurieren. Es heißt, dass José de San Martín im Schatten eines Johannisbrotbaumes seine Strategie entwarf, den Nordwesten Argentiniens in Absprache mit Martín Miguel de Güemes militärisch vor den anrückenden Realistas aus dem Norden abzusichern und mit den eigenen Truppen die Überquerung der Anden (Cruce de los Andes) in Angriff zu nehmen, um so in den Rücken der Realistas zu gelangen. Wegen der großen Feuchtigkeit blieb José de San Martín nicht in La Ramada, sondern zog sich nach Córdoba zurück. Vor diesem geschichtlichen Hintergrund wurde im Jahre 2006 ein Antrag an die Abgeordnetenkammer in Buenos Aires gestellt, die Estancia in La Ramada, die bereits in den 1950er Jahren zum Nationalmonument deklariert worden war, in ein Museum zum Andenken an den General José de San Martín und an die Befreiungskriege umzuwandeln.

## Bildung und Erziehung
Im Vergleich auf Provinzebene in Tucumán verfügt das Departamento Burruyacú über relativ schlechte Werte. Die Analphabetenquote ist mit 13 Prozent am höchsten. Dies gilt auch für die die Zahl der Klassenwiederholungen in der Grundschule (Primaria) mit 10 Prozent.

## Wirtschaft
Die Firma CELUSAL produziert in Burruyacú feines Speisesalz (sal fina), das aus einer unterirdischen Salzlake gewonnen wird, die sich im Tertiär und Quartär gebildet hatte. Die Salzkristalle werden durch unterirdische Wasserströmungen verflüssigt. Bereits die indianischen Ureinwohner nutzten diesen Naturschatz zur Salzgewinnung und zum Salzhandel.
Koordinaten: 26° 30′ S, 64° 42′ W